# Andrei Radu
Andrei Radu (n. 21 iunie 1996, București, România) este un fotbalist român liber de contract, care joacă pe post de fundaș. Pe plan internațional, are prezențe la națională pentru România Sub-17 și România Sub-21.. Andrei Radu este vărul portarului Ionuț Andrei Radu.